# Vaux (Midi-Pirenei)
Vaux è un comune francese di 271 abitanti situato nel dipartimento dell'Alta Garonna nella regione dell'Occitania.

## Società

### Evoluzione demografica
Abitanti censiti